# Vorwärts-Gebäude

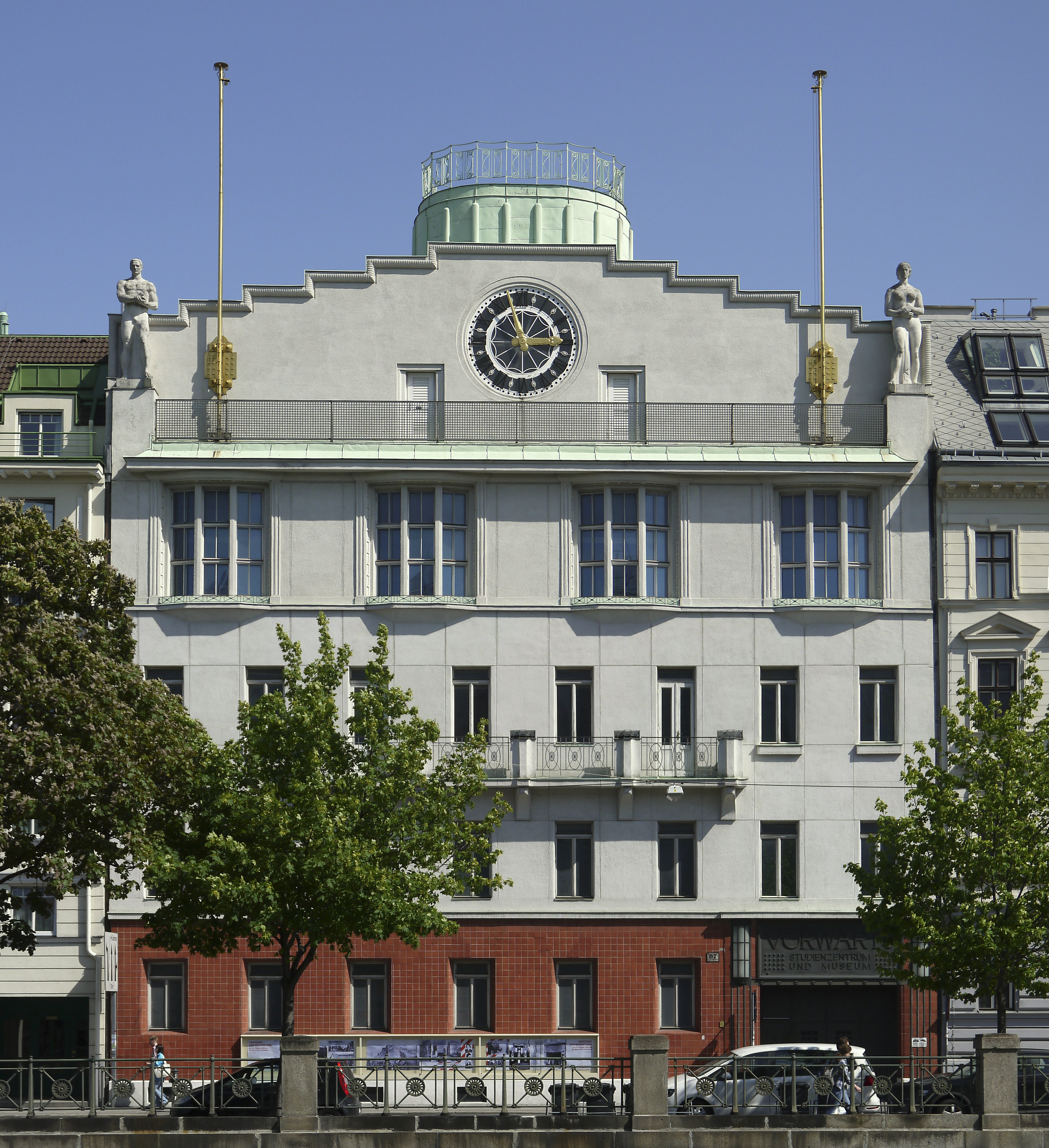
Vorwärts-Gebäude

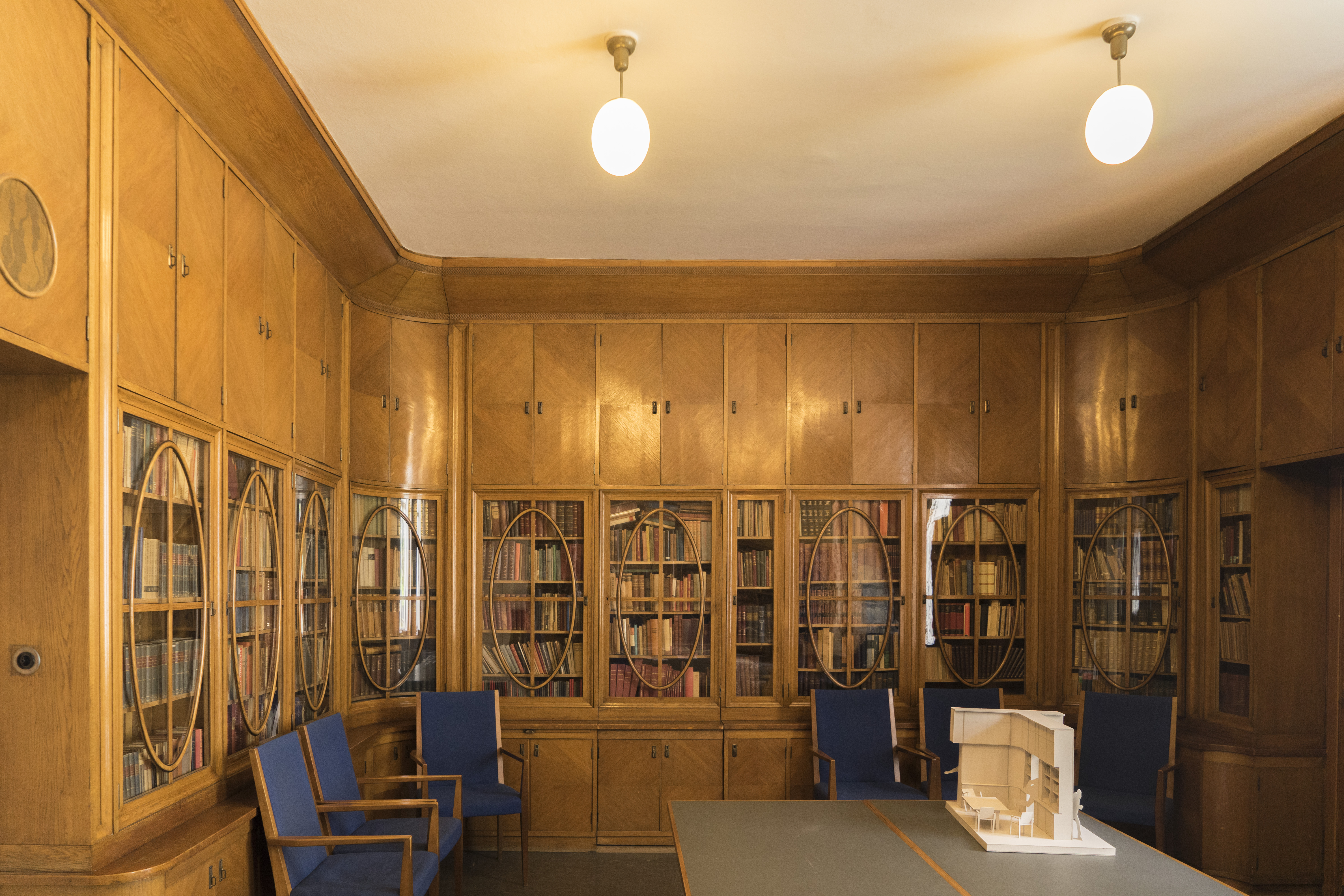
Sitzungssaal (heute Austerlitz-Zimmer) mit Geheimtür in einem der Bücherschränke

Das Vorwärts-Gebäude ist ein Bauwerk im 5. Wiener Gemeindebezirk Margareten, das Sitz des Republikanischen Schutzbundes, der Parteizentrale der Sozialdemokratischen Arbeiterpartei (SDAP) sowie des Vorwärts-Verlags war.
Zwischen 1907 und 1909 wurde das Vorwärts-Gebäude mit seiner dekorativen Uhr an der Fassade nach Plänen der Brüder Franz und Hubert Gessner an der Rechten Wienzeile 97 errichtet. Die Steinfiguren Arbeiter und Arbeiterin zu beiden Seiten der Uhr wurden 1910 vom Bildhauer Anton Hanak geschaffen. Unter den Häusern, die dem Neubau weichen mussten, befand sich auch das Geburtshaus von Hans Moser (Rechte Wienzeile 93). Ihm zu Ehren wurde am 18. Juni 1965 eine Gedenktafel enthüllt.
Vor dem Ersten Weltkrieg besuchten Leo Trotzki, Nikolai Iwanowitsch Bucharin und Lenin Victor Adler in seinem Büro im Vorwärts-Gebäude. Der Republikanische Schutzbund hatte offiziell hier bis zu seinem Verbot im Jahr 1933 seinen Sitz. Ebenfalls ihren Sitz hatte hier die Parteizentrale der SDAP, welche bereits am 9. Februar 1934 – also kurz vor dem Beginn der Februarkämpfe – von der Polizei besetzt wurde. Diese blieb bis zum 11. Februar besetzt, am 12. Februar wurden alle sozialdemokratischen Organisationen und Publikationen verboten.
Weiterhin waren hier die Druckerei und die Büros des Vorwärts-Verlags beheimatet, der unter anderem die Arbeiter-Zeitung produzierte. 1986 übersiedelte der Verlag in den 3. Bezirk, Viehmarktgasse 4. Nach dieser Übersiedlung wurde mit Ausnahme des Hauptgebäudes das nicht mehr zeitgemäße Verlagshaus abgebrochen und an seiner Stelle ein Hotel errichtet.
Im Vorwärts-Gebäude befinden sich jetzt der Verein für Geschichte der Arbeiterbewegung (VGA), das Johanna-Dohnal-Archiv sowie die Bruno-Kreisky-Stiftung.

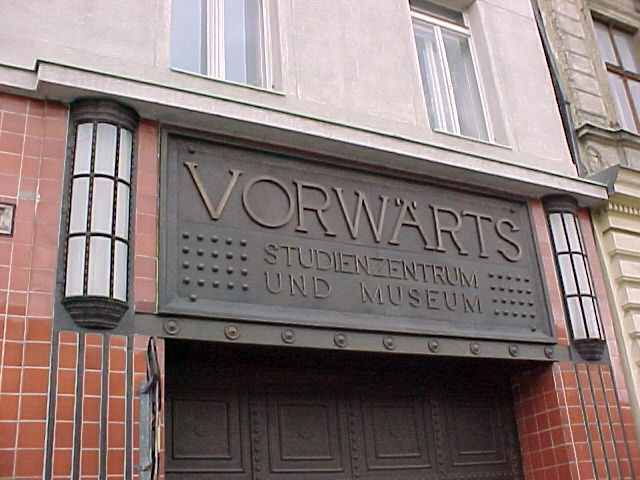
Inschrift